# Constantin de Flondor

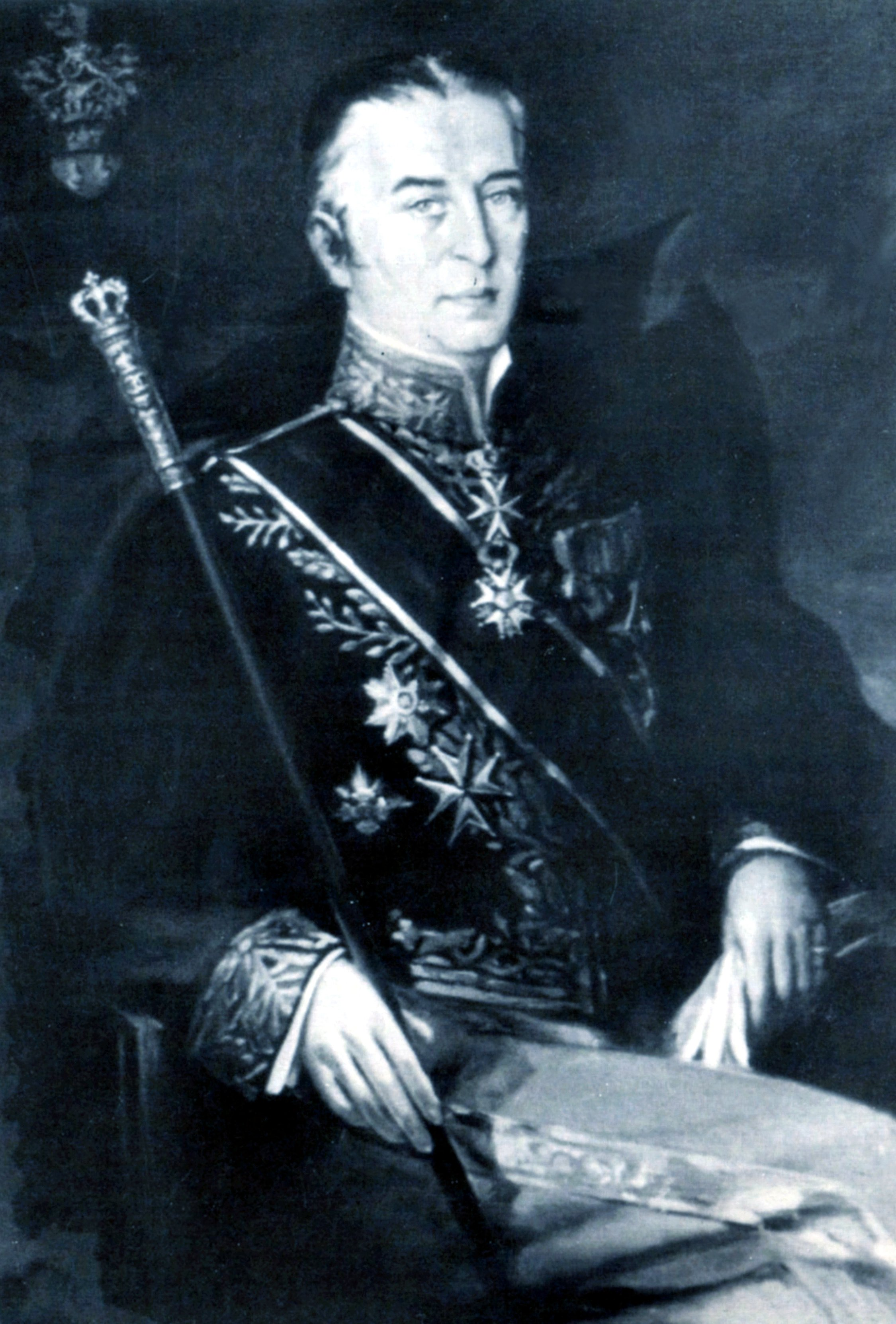
Constantin cavaler de Flondor, mareșal al curții regale 1937

Constantin cavaler de Flondor (n. 14 februarie 1889, Roman, județul Neamț – d. 15 iunie 1942, Cernăuți), a fost un jurist și diplomat (ministru plenipotențiar) român, apoi mareșal al Curții Regale.

## Origini

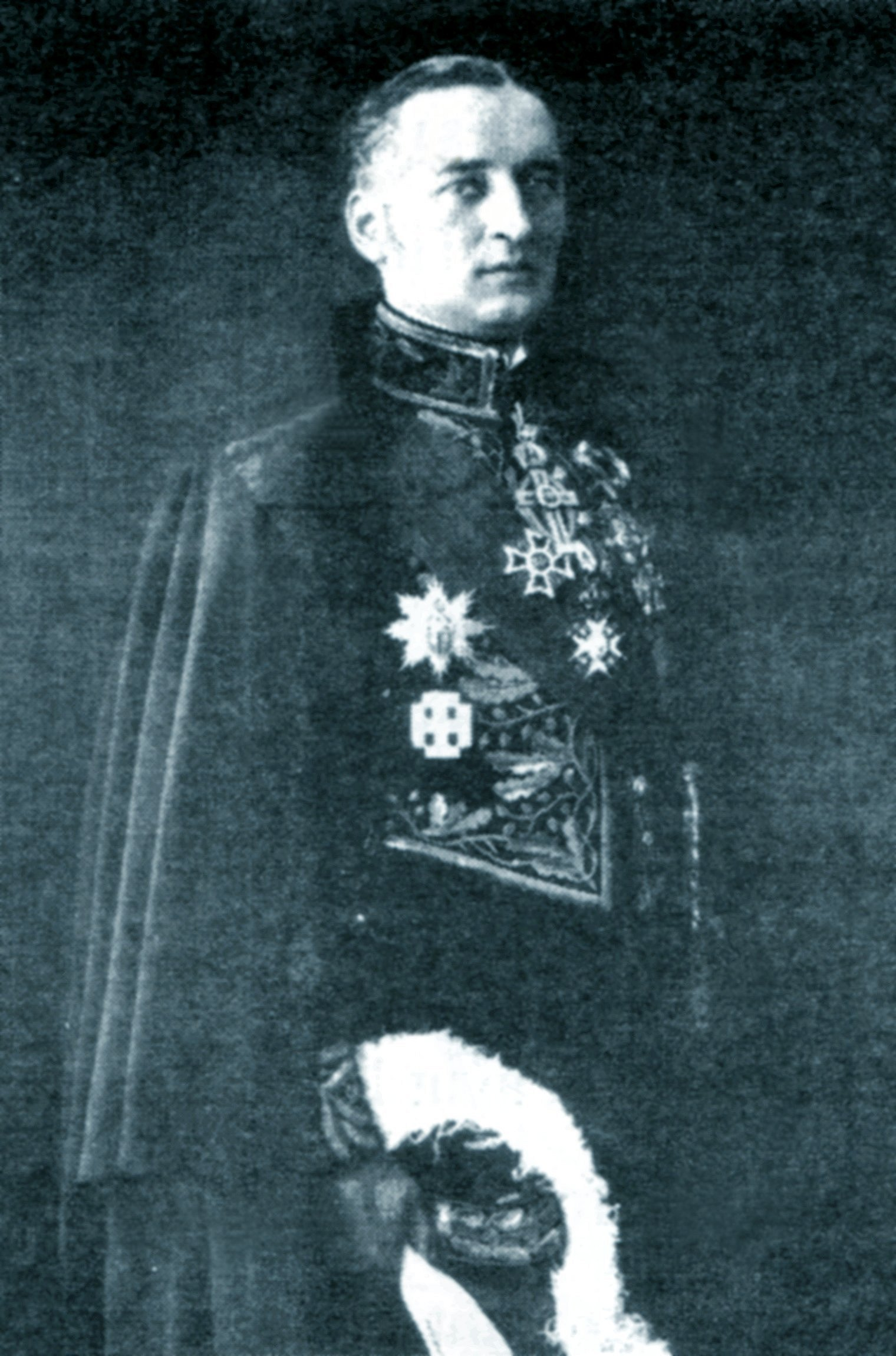
Constantin cavaler de Flondor pe la 1938

Constantin provenea din una dintre cele mai vechi familii boierești din Bucovina - începând cu Mic Albu, boier descălecător din Maramureș - membrii ei deținând dregătorii încă din secolul al XVI-lea.
Ioan Flondor (1710-1784), vornic de Câmpulung Rusesc, strămoșul tuturor Flondorenilor din Bucovina a avut patru fiice și trei fii, care au format trei linii genealogice. El a izvorât dintr-a treia ramură care a fost fondată de stră-stră-bunicul său, tot cu numele Constantin. Prin Dimitrie și Nicolae, fiii săi, linia s-a divizat din nou în două părți. Străbunicul viitorului diplomat, Nicolae, a moștenit Storojinețul. Gheorghe, fiul acestui Nicolae, a fost tatăl dirijorului și compozitorului Tudor cavaler de Flondor. Tudor (1862-1908) în sfârșit, căsătorit cu Maria Ciuntu (1865-1950), a fost părintele lui Constantin. Ultimul rezident  regal al Bucovinei, Gheorghe Flondor a fost fratele cel mai tanăr al lui Constantin.

## Biografie
După absolvirea studiilor secundare la Liceul German din Cernăuți (k.k. Ober-Gymnasium in Czernowitz) cu diplomă de bacalaureat în 1908, a studiat la Facultatea de Drept a Universității din Viena și Cernăuți. In 1914 a obținut doctoratul în științe juridice la Innsbruck. În cursul Primului Război Mondial a slujit în Armata Austro-Ungară.
Atras de ideile unchiului său Iancu cavaler de Flondor, a intrat imediat după război în serviciul diplomatic al Regatului României, dovedind de tânăr calitățile și arta necesare afirmării în lumea diplomației si începând să urce toate treptele ierarhiei Exterenlor.
Mai întâi a fost secretar de legație la Praga și Belgrad (1920-1924), apoi consilier diplomatic între altele la Viena.
După ce a ajuns reprezentant diplomatic, cu rang de ministru plenipotențiar clasa I în 1929, a îndeplinit cu succes diferite însărcinări într-o serie de capitale europene: Sofia, Stockholm, Helsinki și Copenhaga.  În perioada activității sale din minister ocupă printre altele funcția de director al Cancelariei Ordinelor.
În 1937 a fost numit mareșal al curții regale și președinte al Societății de Radio. 
A păstrat postul de mareșal până în septembrie 1940. În acest timp l-a însoțit în această funcție pe regele Carol al II-lea cu ocazia vizitei sale în Marea Britanie (15-18 noiembrie 1938), alături de ministrul afacerilor străine Nicolae Petrescu-Comnen, ministrul plenipotențiar Victor baron de Stîrcea, generalul George Mihail și alții, unde s-au întâlnit cu regele George al VI-lea, Neville Chamberlain și Lord Halifax. Au fost negociate aprofundarea relațiilor dintre cele două țări, în special privind rezultatele acordului de la München, și mărirea sprijinului financiar al României prin Anglia. La începutul anului 1940 revine ca director al Protocolului și Cancelariei Ordinelor.
Odată cu instaurarea regimului Antonescu se pensionează și călătorește cu afaceri prin țară. Constantin de Flondor a decedat neașteptat la Cernăuți în camera sa de la hotelul "Pajura neagră" în urma unui atac de cord la vârsta de doar 53 de ani și imormântat, din causa situației politice, în toată graba cu titlu provizoriu la Cimitirul Central din Cernăuți și nu in mauzoleul famliei la Rogojești.

## Epilog

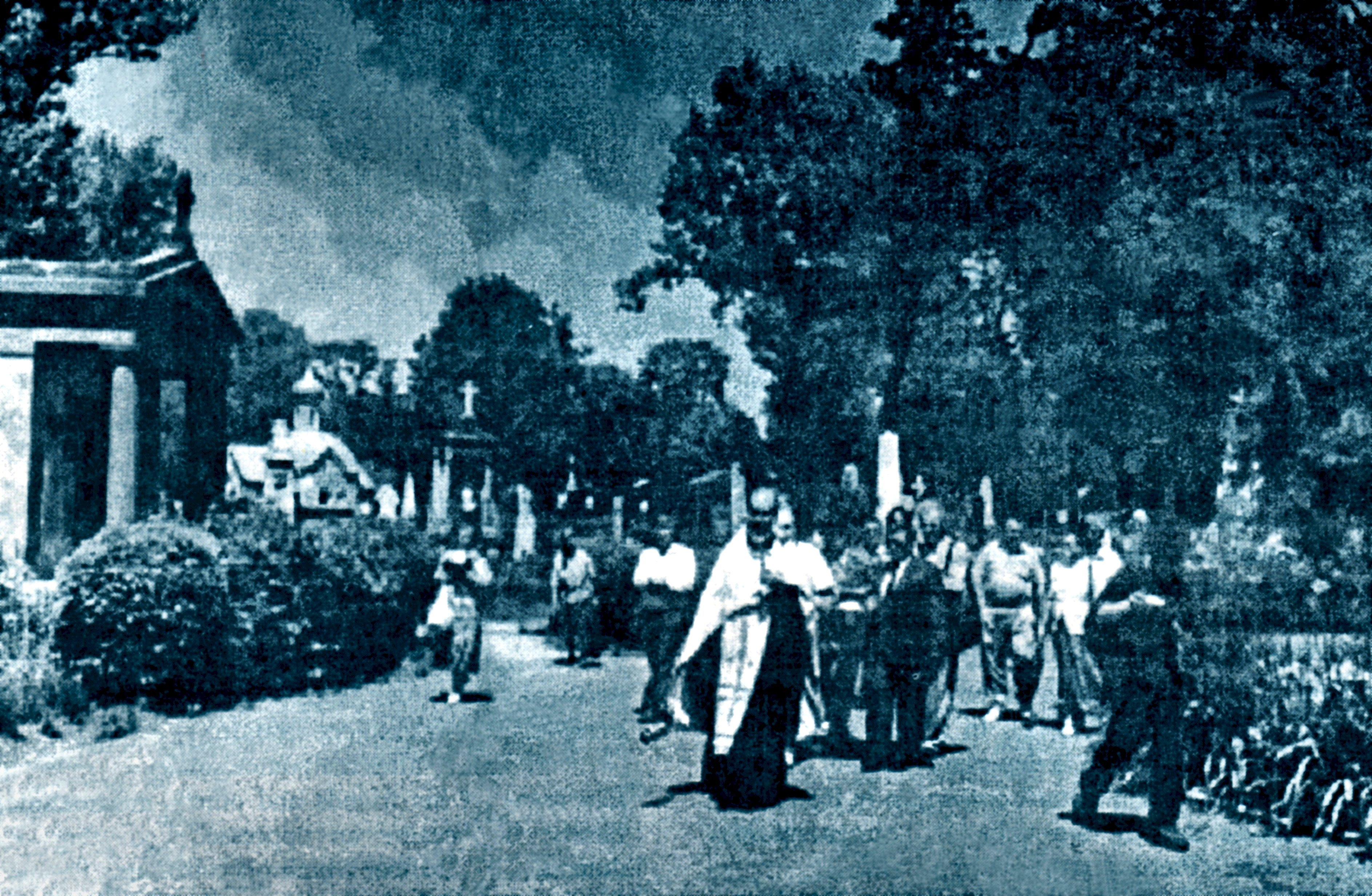
Constantin von Flondor, întoarcerea acasă a unui diplomat

Din cauza urmărilor celui de-al Doilea Război Mondial s-a reușit decât în anul 2000 (9./10. iunie) prin intermediul Ministerului Afacerilor Externe dezhumarea de la Cernăuți și reinhumarea în capela funerară a familiei din curtea bisericii de la Rogojești alături de tatăl său Teodor, fratele său Gheorghe și bunicii săi materni Theodosius Dobrowolski von Buchenthal și   Elena de Petrino(-Armis).

## Galerie de imagini

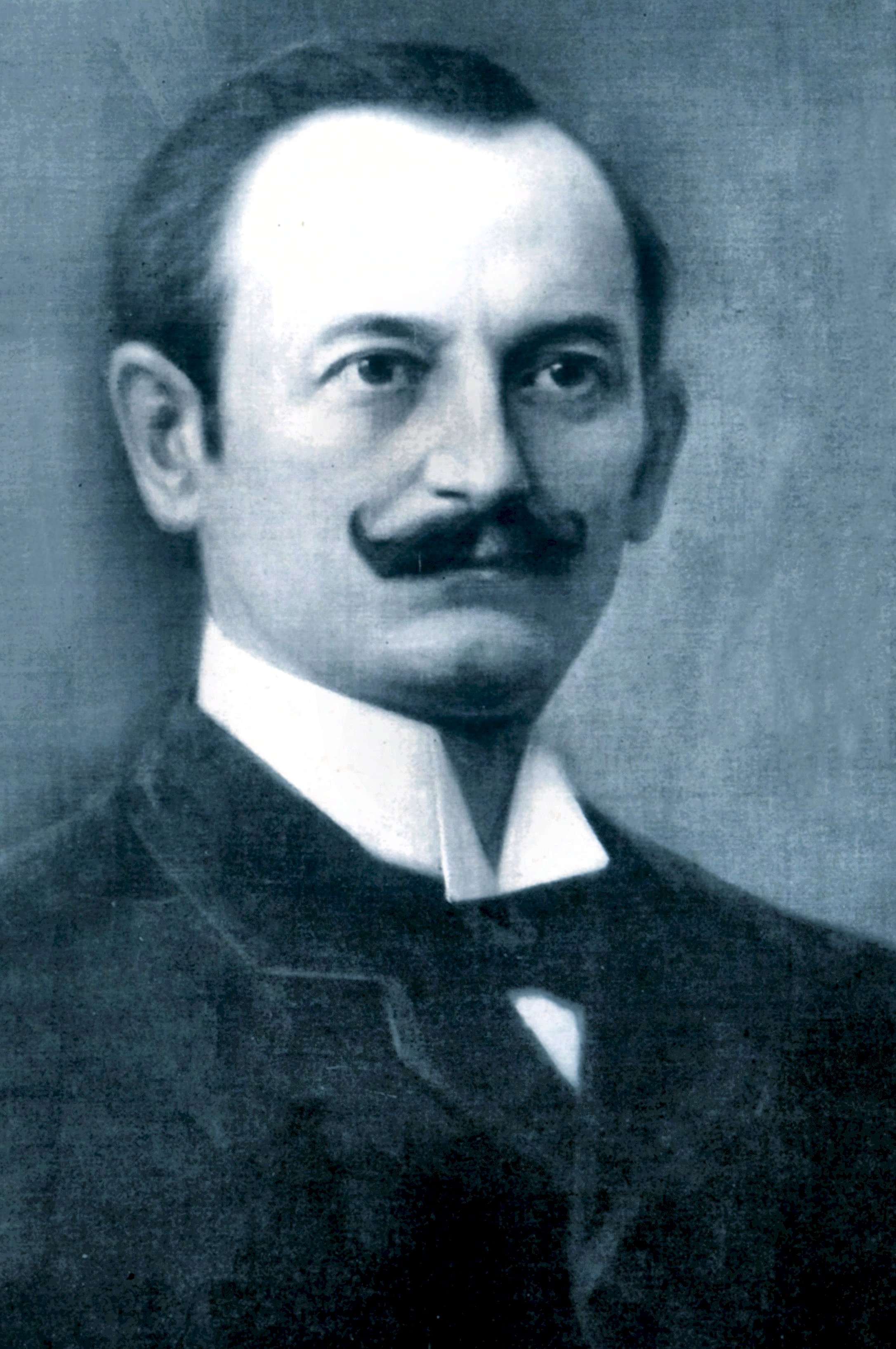
Tatăl Theodor de Flondor
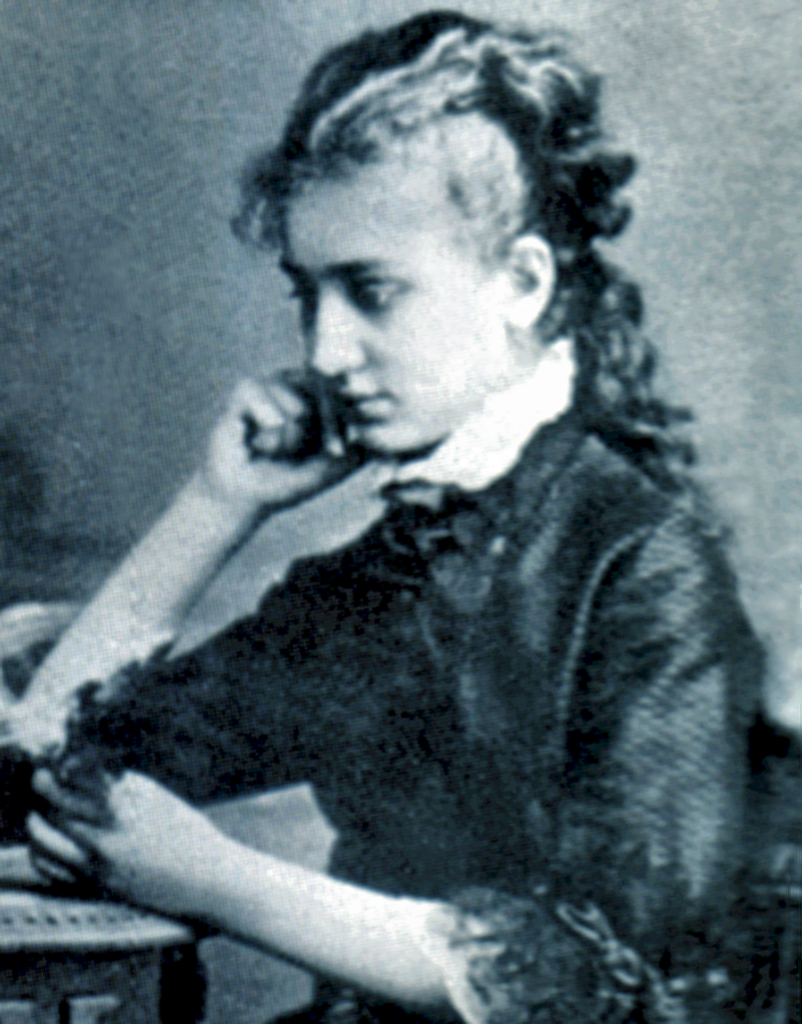
Mama Maria Ciuntu
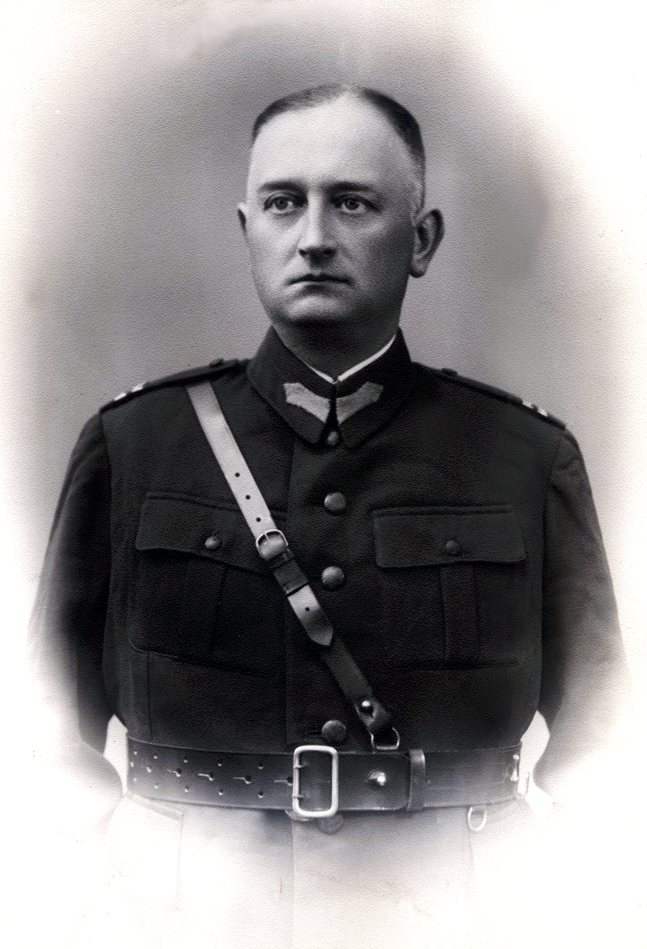
Gheorghe Flondor
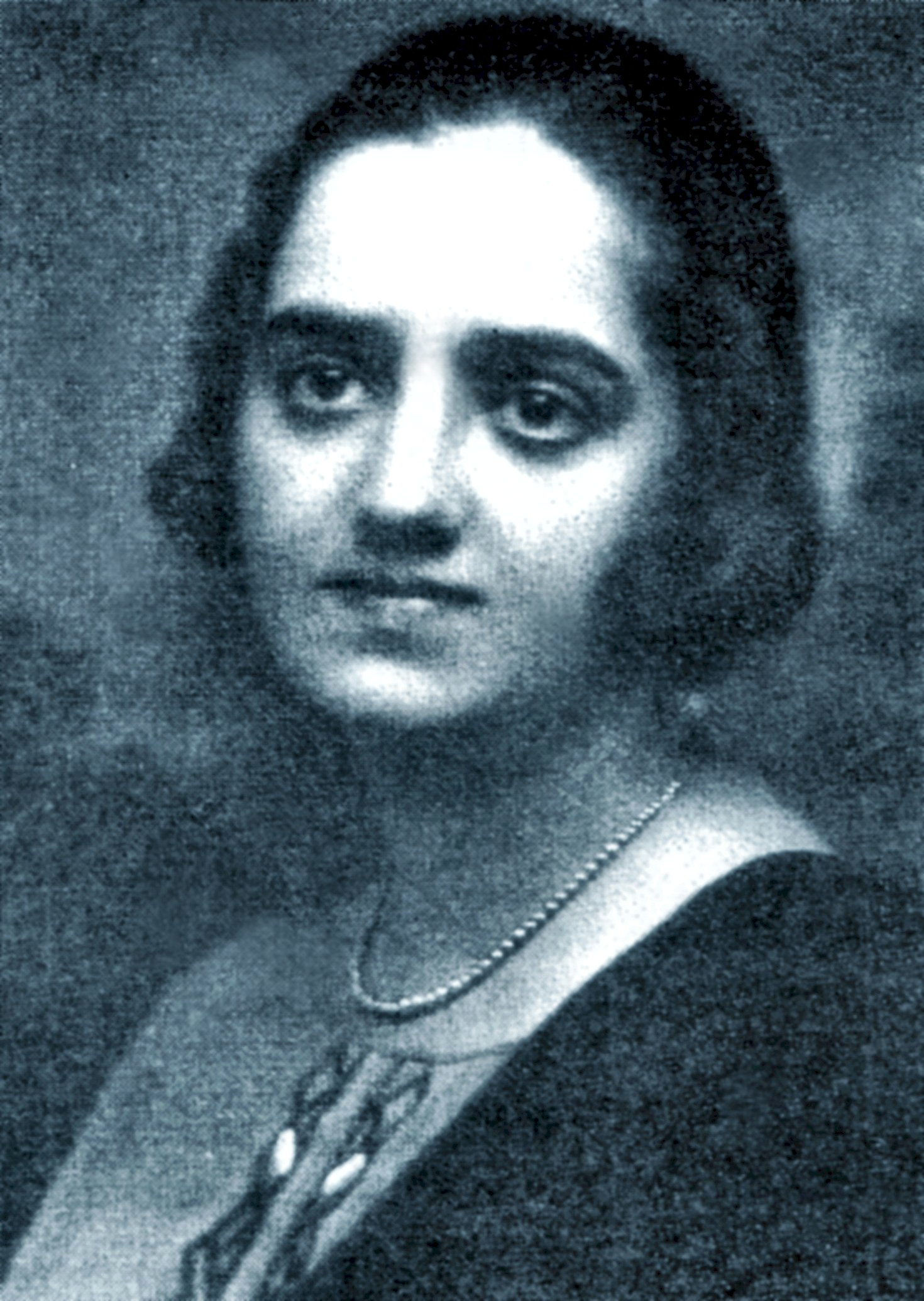
Sora Florica Flondor-Racovitză
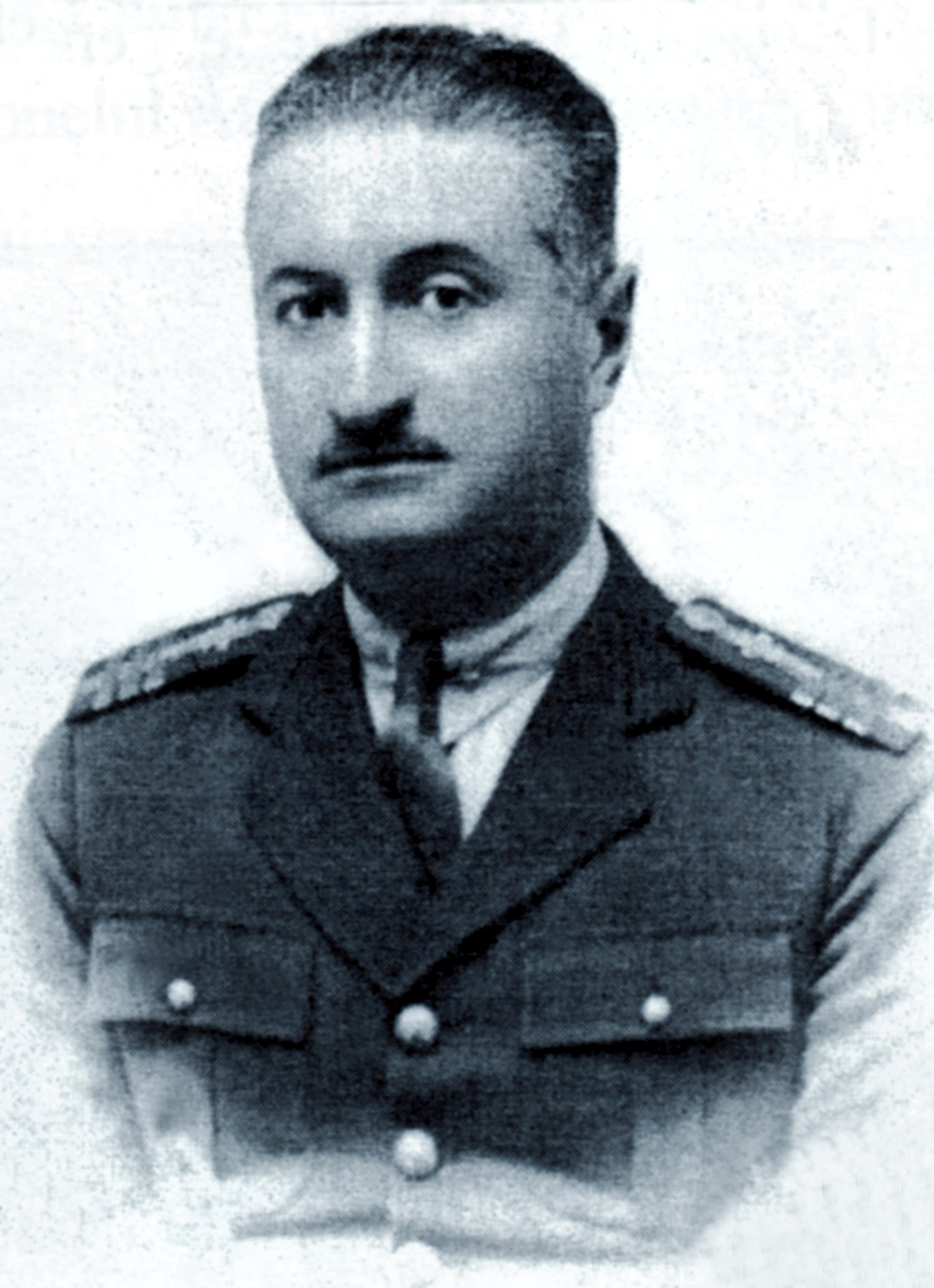
Soțul Floricei Aurel Racovitză ca colonel